# A Moment Apart
| Recensione | Giudizio |
| ---------- | -------- |
| AllMusic   | [ 1 ]    |

A Moment Apart è il terzo album in studio del gruppo musicale statunitense Odesza, pubblicato l'8 settembre 2017.

## Tracce
1. Intro (feat. Brit Marling) – 1:03
2. A Moment Apart – 3:54
3. Higher Ground (feat. Naomi Wild) – 3:35
4. Boy – 3:03
5. Line of Sight (feat. Wynne & Mansionair) – 3:57
6. Late Night – 3:48
7. Across the Room (feat. Leon Bridges) – 4:43
8. Meridian – 3:55
9. Everything at Your Feet (feat. The Chamanas) – 3:28
10. Just a Memory (feat. Regina Spektor) – 3:56
11. Divide (feat. Kelsey Bulkin) – 4:01
12. Thin Floors and Tall Ceilings – 2:58
13. La Ciudad – 4:31
14. Falls (feat. Sasha Sloan) – 3:52
15. Show Me – 3:38
16. Corners of the Earth (feat. RY X) – 5:05

Durata totale: 59:27